# Hoạt động ngoại khóa của công ty
Hoạt động ngoại khóa của công ty ý nói đến những sự kiện nội bộ do các cơ quan, doanh nghiệp hay đoàn thể tổ chức dành cho đội ngũ công nhân viên, khách hàng và cổ đông của mình. Những sự kiện này có thể dành cho quy mô khán giả rộng lớn ví dụ như hội thảo hay hội nghị, hoặc quy mô nhỏ hơn như tiệc chia tay về hưu, liên hoan nghỉ lễ hoặc thậm chí là những buổi hòa nhạc trong nội bộ công ty.
Những hoạt động này thường được dùng để nói đến tình cảm nồng ấm trong công ty, hay quá trình chiêu đãi các vị khách mời tại sự kiện của công ty.

## Các dạng hoạt động ngoại khóa của công ty
Có rất nhiều các dạng sự kiện trong công ty được tận dụng cho hoạt động giải trí.